# Gliocladium virens
Gliocladium virens är en svampart som beskrevs av J.H. Mill., Giddens & A.A. Foster 1958. Gliocladium virens ingår i släktet Gliocladium och familjen Hypocreaceae.   Inga underarter finns listade i Catalogue of Life.